# Масудзое Йоїті
Масудзое Йоїті (яп. 舛添 要一,, ますぞえ よういち, Гепберн: Masuzoe Yōichi) — японський політик, був обраний на посаду губернатора в Токіо (2014-2016). До приходу в політику був відомим телевізійним політичних коментатором.

## Раннє життя
Масудзое народився в місті Кітакюсю, Префектура Фукуока 29 листопада 1948 року. Закінчивши навчання в середній школі Яхата, поступив на юридичний факультет Токійського університету, де обрав спеціальності в юриспруденції, політиці та історії. Він вільно володіє англійською і французькою мовами. [джерело?]
Масудзое був асистентом в Токійському університеті з 1971 року, і пізніше провів кілька років у Європі в якості наукового співробітника в Паризькому університеті (1973-75) та Інституті вищих міжнародних досліджень в Женеві (1976-78). Він був асистентом-професором в Токійському університеті з 1979 по 1989 рік. Після закінчення університету він заснував Інститут політичної економіки ім. Масудзое. Він став відомий як частий гість політичних ток-шоу в Японії, зокрема популярної програми TV Tackle, яку проводить Такеші Кітано.
Продовжуючи свою кар'єру письменника та консультанта з міжнародних справ, Масудзое переїхав з Токіо в Кітакюсю у 1990 роках, щоб доглядати стару матір у якої почалися з'являтися ознаки погіршення психічного здоров'я. У 1998 році він опублікував книгу під назвою «Коли я одягаю пелюшку своїй матері», яка детально показує його досвід догляду за матір'ю та перешкоди, які чинила японська соціальна система. Було продано 100 000 примірників, більше, ніж у всіх його попередніх роботах на політичні теми. Масудзое опинився в центрі уваги як авторитет з питань старіння населення в Японії.

## Законодавча кар'єра

### Ліберально-Демократична Партія
Масудзое балотувався на пост губернатора Токіо в 1999, посів третє місце серед дев'ятнадцяти кандидатів (його обігнали Сінтаро Ісіхара і Куніо Хатояма).
Він зайняв перше крісло у парламенті верхньої палати в 2001 році з найбільшою кількістю бюлетенів національно-пропорційного представництва палати радників. У травні 2001 року книга князів ієни (『円の支配者』) про Банк Японії, від Річарда Вернера, став бестселером, і Масудзое погодився з висновком, що до кінця рецесії, щоб уникнути майбутніх бід банківської та кредитної справи, змінити закон, щоб зробити ЦБ більш відповідальними за свою політику. Масудзоэ виграв з переконливою перемогою. Після перемоги в 2001 році, Масудзое належним чином сформував Юридичну Групу ЛДП Японії і призначений професором Вернером в якості радника. до його складу входять члени нижньої палати Йошімі Ватанабе і Козо Ямамото.
У 2006 році він був призначений заступником генерального директора в ЛДП комітет, якому доручено внести зміни в Конституцію Японії. В цій ролі, він стверджував, що у статті 9 Конституції Японії, яка забороняє Японії від підтримки введення військового потенціалу, стає все більш роз'єднаним (від'єднаним) від реальності оборони Японії домовленостей і повинні бути переглянуті, щоб дозволити силам самооборони Японії мати статус військових.
У серпні 2007 року Масудзое був призначений міністром охорони здоров'я, праці і добробуту. Він служив на цій посаді до 2009 року при трьох прем'єр-міністрах (Сіндзо Абе, Ясуо Фукуда і Асо Таро). Абе, як повідомляється,[вкажіть автора] призначив Масудзое, який часто критикував його політику, щоб змусити замовкнути критиків. Масудзое потрапив під обстріл під час його перебування за інцидент, в ході якого уряд не відповідав 50 млн пенсійних записів з їх власниками, які вела Демократична партія Японії глава Ітіро Одзава, щоб закликати до Масудзое осуд, якщо він не вибачиться.
В якості забезпечення міністра, Масудзое був першим японським державним службовцем у встановлені терміни для врегулювання судових позовів проти держави щодо гепатиту С, інфекції, викликані зіпсованою кров'ю, і почав внутрішнє розслідування щодо Міністерства та його попередні відповіді на це питання. позивачі відхилили його пропозиції з врегулювання в грудні 2007 року.
Масудзое створив дослідницьку групу в ЛДП на початку 2010 року для вивчення економічної реформи, схожі на розпочаті прем'єр-міністром Коїдзумі Junichirō.

### Нова Партія Відродження
До початку 2010 року Масудзое став надзвичайно популярною політичною фігурою, опитування громадської думки дозволяють припустити, що він був улюбленим кандидатом на державному рівні міністрів з великим відривом. У Кіодо Ньюс опитування у березні 2010 року на 23,7 % респондентів назвали його найкращим кандидатом на посаду прем'єр-міністра, порівняно з 8.3 %, хто вибрав другого кандидати-на посаду прем'єр-міністра Юкіо Хатояма. Ліберально-демократична партія в той же час понесла масові ураження загальних виборів в серпні 2009 року, і його рейтинг продовжує стрімко падати після виборів Sadakazu Tanigaki як президента у вересні 2009 року.
У квітні 2010 року Масудзое покинув ЛДП і сформував групу нова партія Відродження (Shintō Kaikaku). На платформи партії міститься заклик до децентралізації, дерегулювання і скорочення числа членів парламенту. У свій час Баньян охрестили Масудзое як «найпопулярніший політик в Японії». обидві НПР і Ваша партія, очолювана екс-депутатом ЛДП Йошімі Ватанабе, були переглянуті у той час як потенційно ефективний центр-право противаг Демократичної партії Японії, і, можливо, навіть наступників ЛДП. Чотири з його початкових шести членів партії Масудзое верхньої палати було прийнято в липні 2010 року виборів, залишивши партії тільки Масудзоэ і Хіроюкі Араї, який представляє у верхній палаті;
ЛДП секретар Нобутеру Ісіхара вказала в жовтні 2010 року, що Масудзое буде балотуватися в якості кандидата в 2011 Токіо губернаторських виборах, які Масудзое категорично заперечив, заявивши, що він буде відбувати термін його повноважень у палаті радників. У грудні 2010 року він познайомився з Ітіро Одзава, Хатояма Юкіо і Куніо Хатояма, нібито, щоб обговорити можливі політичні перебудови всередині правлячої Демократичної партії Японії після відходу у відставку Генеральний секретар Кабінету Міністрів Йосіто Сенгоку. Він продовжував критикувати ДПЯ управління при Наото Кан після 2011 ядерної катастрофи на Фукусіма заявивши, що «уряд не розкривав інформацію повністю і, по-друге, він створений безліччю суперечливих комітетів і організацій».
Масудзое приклав зусилля у зовнішніх відносинах як голова НРП. Він зустрічався з китайськими політиками Держради КНР дай Бінго в березні 2011 року після відставки глави МЗС Сейдзі Маехара, щоб заспокоїти китайський уряд Японії про стабільність. він їздив на Тайвань в жовтні 2011 року в рамках тристороннього діалогу з питань безпеки між Тайванем, Японією і Сполученими Штатами, і зустрівся з Тан Цзясюанем в Пекіні в квітні 2013 року в рамках зусиль, щоб поліпшити напружені китайсько-японські відносини після націоналізації островів Сенкаку.
Масудзое, як повідомляється, запропонований на посаду під керівництвом прем'єр-міністра Есіхіко Нода в січні 2012 року. 18 січня, він розпустив свій альянс з Восход партія Японії, очолювана Такео Хиранума. Пізніше в тому ж місяці Асахі Сімбун проголосив, що він «зник з політичного радара».
У вересні 2012, Масудзое критикував прем'єр-міністра Есіхіко Нода з «низкою невдач як на внутрішньому, так і на зовнішніх фронтах політики», а також дані про вхідні президента ЛДП Сіндзо Абе, пише: «настороженість Абе на корейської та китайської сторін, вносити поліпшення у відносинах все складніше. Якщо він робитиме дуже праві реформи Конституції, він більше не зможе заручитися підтримкою більшості японського народу.» він сподівався, що невдоволення ДПЯ і ЛДП сприятиме третім особам у загальних виборах 2012 року, написавши, що «дисфункція в ДПЯ, і відсутність якого-небудь стимулу для внутрішніх реформ в ЛДП, це примус виборців, щоб серйозно розглянути питання про підтримку політичних сил за межами традиційної двопартійної структури».
Протягом 2012 передвиборча гонка, Масудзое висловив незгоду із споживання, збільшення податку здійснюється ДПЯ, та доводи на користь дерегулювання і скорочення корпоративних податків, а також здійснення dōshūsei Федеральної системи. він відкрито розглядав питання про вихід з палати радників балотуватися на пост губернатора Токіо в 2012 губернаторських виборах за вказівкою ДПЯ законодавців у столичній Асамблеї, а також балотується в Палаті представників на загальних виборах.
Після оглушливої перемоги Абе і ЛДП на парламентських виборах, Масудзое заявляв у червні 2013, що він не буде виставляти свою кандидатуру для переобрання в липні 2013 року в палату радників, заявивши: «я зробив усе, що міг протягом майже трьох років, але я не зміг збільшити силу партії».

## Губернатор Токіо

з Сіндзо Абе (офіційна резиденція прем'єр-міністра 26 лютого 2014 року)

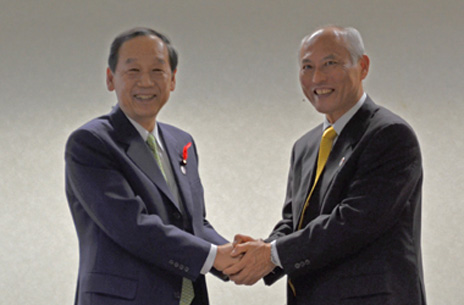
з Шун'їчі Ямагучі (в штаб-квартирі Національного інституту інформаційних і комунікаційних технологій 22 жовтня 2014)

Масудзое був розглянутий і Ліберально-демократичної партії та демократичної партії Японії як потенційний кандидат на губернаторських виборах 2014 в Токіо. У грудні 2013 року ЛДП опитування, повідомляється, що він мав сильну підтримку серед широкого поля потенційних кандидатів. партія була розділена щодо підбору кандидатів, місцеві законодавці ЛДП шукали досвідченого кандидата і Центральне партійне керівництво шукали кандидата з визнанням; Масудзое розглядався в якості компромісу між цими двома вимогами, хоча він вже не член ЛДП.
Масудзое балотувався як незалежний кандидат за підтримки ЛДП, у складі якої він пішов з нової партії «відродження» та уклали пакт політики ЛДП. Його Платформа орієнтована на успішне проведення літніх Олімпійських ігор 2020 і зміцнення соціальної безпеки і заходи для запобігання стихійних лих. Генеральний секретар Кабінету Міністрів Йошіхіде Суга ЛДП заявив, що Масудзое «вніс великий внесок в ролі державного міністра в управлінні охорони здоров'я, соціального забезпечення та трудових питань», а Дзін Мацубара ДПЯ  заявив, що Масудзое був «правильний кандидат, щоб отримати нашу підтримку». Масудзое взяв участь у засіданні Токіо ЛДП в січні 2014 року і вибачився, що кинув партію у намаганні заручитися їх підтримкою.
Масудзое вів опитування громадської думки на останній тиждень кампанії. Його найбільш відомий противник, колишній опозиційний прем'єр-міністр Моріхіро Хосокава, мав підтримку колишнього народного ЛДП прем'єр-міністра червня ітіро Коїдзумі. У рідкісний прояв гумору, Масудзое відхилив питання в тому, що «тег команди» екс-прем'єр-міністрів був страшним, кажучи: «мене не хвилює, навіть якщо у них вже двісті прем'єр-міністрів!» Хосокава, а також конкурент Кендзі Уцуномия, який зробив протистояння ядерної енергетики ключовим питанням у своїх кампаніях, в той час як Масудзое, який підтримував поступову відмову від ядерної енергетики, орієнтованої на соціальні питання. Він в кінцевому підсумку переміг на виборах на тлі низької явки виборців після заметілі в Токіо напередодні.

### Відставка
В березні 2016 року, Токійська Столична урядова будівля звільнили витрати Масудзое заморських подорожей на 2015 рік, в 57 мільйонів ієн.
З березня 2016 року, Tokyo Столична Асамблея отримала в цілому 610 телефонні дзвінки зі скаргою з приводу Масудзое нібито непомірних витрат. Потім у травні того ж року Сюкан Bunshun журнал щотижневі новини повідомив, що з питань, що стосуються громадських діячів легкового службового відрядження і використання політичних засобів для сімейних поїздок. Масудзое був у центрі уваги звіти про використання політичних засобів для сімейних поїздок, так і потрапили під тривалу медіакритику. Масудзое зібрав прес-конференцію, щоб вибачитися за те, що ¥370,000 витратили на обіди з родиною в ресторанах в 2013 і 2014 році в «зборах» витрат, що покриваються за рахунок політичних засобів. Серед них були витрати, на сімейний відпочинок, екскурсії, ілюстрації, комікси, а також використання державних транспортних коштів, щоб поїхати в його будинок, розташований в Хаконе, Префектура Канагава. в наступні тижні розслідування його діяльності, виявили ще недоцільні витрати державних коштів. Розслідування визначило що Масудзое використав ¥4,4 мільйона на неналежні витрати, але не скоював ніяких злочинів. згодом Масудзое заявив, що він поверне незаконно привласнені витрати, але відмовився йти у відставку з цього питання.
За підсумками доповіді і прийому Масудзое, народне невдоволення продовжує рости в першій половині червня 2016 року, не менше 70 відсотків жителів Токіо, вимагають його відставки. Масудзое втратив підтримку своїх колишніх покровителів, ЛДП і партії Комейто, так як вони побоювалися негативних наслідків у національній виборах палати радників, які відбудуться 10 липня і Токіо Асамблеї на виборах в наступному році. у другій половині дня 15 червня 2016 року, недовіра, представлена спільно всіма сторонами, в тому числі ЛДП і Комейто, було голосування у столичній Асамблеї. Незважаючи на публічну заяву про відмову піти у відставку, привівши більше часу для громадського обговорення, Масудзое зрештою подав у відставку, починаючи з 21 червня на Асамблеї президент Шигео Кава вранці 15 червня 2016 року. ще одна причина Масудзое подарував за затримку його відставка була до Олімпійських Ігор у Ріо, Бразилія, де він візьме участь в якості представника Токіо, що приймає Олімпіаду-2020. Якщо обирання його заміни проводиться в липні 2016 року, то наступні вибори будуть проведені в липні 2020 року, в середині 2020 Токіо Олімпійських ігор.

## Погляди
У 1996 цитується колишній лідер СДП Мідзухо Фукусіма, Масудзое стверджував, що ядерна енергетика є одним з основних компонентів національної енергетичної та оборонної політики і не повинні бути під впливом місцевих проблем: він запитав: «якщо 30,000 місцеві жителі можуть відкинути національну політику на референдумі, то як решта 125 мільйонів японських громадян повинна проявляти свої наміри?»
Фукусіма також навів 1989 статтю, в якій Масудзое стверджувати, що жінки «принципово не підходять для політики»; що жінки не мають можливості зібрати частини в логічне ціле, таким чином, призводить до одного аспекту політики; що жінкам не вистачає фізичної сили, щоб працювати 24 години на добу та приймати важливі рішення, і що їх менструальний цикл приводить їх до «ненормального стану» щомісяця і робить непридатною для прийняття основних політичних рішень, таких, як чи варто йти на війну.
Shiomura вимагають все більше і більше державної допомоги для жінок, що прагнуть мати дітей, коли вона зустрілася з підколами, такими як «Ви повинні одружитися якомога швидше» і «ти не можеш народити дитину?»

## Особисте життя
Масудзое був одружений три рази. Його перший шлюб був з француженкою, з якою він познайомився під час навчання в Європі; вони розлучилися. Потім, у 1986 році він одружився з Сацукою Катаямі, депутатом Міністерства фінансів, вони розлучилися в 1989 році, а Катаяма пізніше стала членом Сейму. Масудзое, як відомо, має путь дітей, троє з яких були народжені поза шлюбом, від ще двох жінок; один з них, віком 25 років станом на 2014 р., має серйозні фізичні вади, переговори Масудзое з матір'ю дитини на рахунок аліментів, привернули увагу японської преси. Журнал Ніккан Ґендай повідомив, що в 2007 році Масудзое провів весільну церемонію з ще однією японської жінкою у Франції (не перебуваючи в законному шлюбі з нею) до одруження зі своєю першою дружиною.
Масудзое є шанувальником кінних перегонів, і був власником кількох коней до приходу в політику. Двоє з його конів виграли Токійський Дербі в 1997 та 1998 роках.
Масудзое живе в Сетаґаї, Токіо і має будинок для відпочинку в містечку Юґавара та біля озера Каваґучі.